# Rok dziewięćdziesiąty trzeci

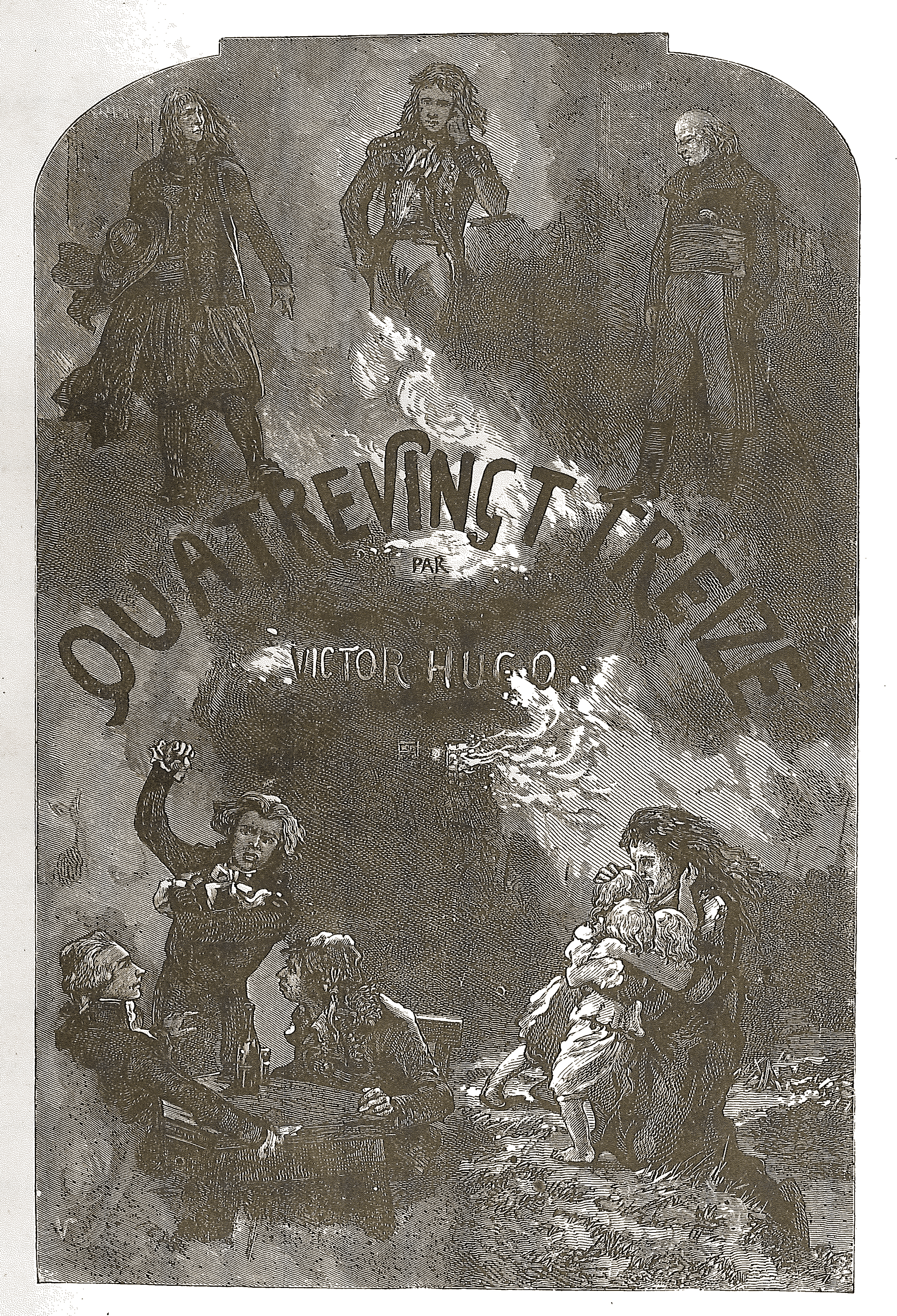

Rok dziewięćdziesiąty trzeci (oryg. fr. Quatrevingt-treize) – ostatnia powieść Wiktora Hugo, napisana między grudniem 1872 a czerwcem 1873. Jej akcja rozgrywa się w Wandei w czasie rojalistycznego powstania w tytułowym roku 1793.
Powstanie powieści było związane z osobistym stosunkiem pisarza do powstania w Wandei – jego matka pochodziła z tego regionu, a od 1812 r. była przekonaną rojalistką i starała się wpajać swoje poglądy synowi, podczas gdy ojciec, oficer, uczestniczył w tłumieniu powstania. Młody Wiktor Hugo był admiratorem zbuntowanych Wandejczyków. W miarę ewolucji jego poglądów politycznych odszedł od poparcia dla monarchii, jednak w dalszym ciągu podkreślał osobiste bohaterstwo wielu uczestników powstania. Dodatkową inspiracją dla napisania powieści były doświadczenia wojny francusko-pruskiej i Komuny Paryskiej, w której Hugo dostrzegł podobną do Wandei wojnę domową. W tym kontekście autor kontynuuje refleksje nad pojęciami sprawiedliwości boskiej i ludzkiej oraz postępu, rozpoczęte w opublikowanych w 1862 Nędznikach. Ponadto przedstawia w utworze własne rozważania związane ze zjawiskami rewolucji i wojny domowej.

## Okoliczności powstania utworu

### Ewolucja poglądów Hugo nt. rewolucji francuskiej

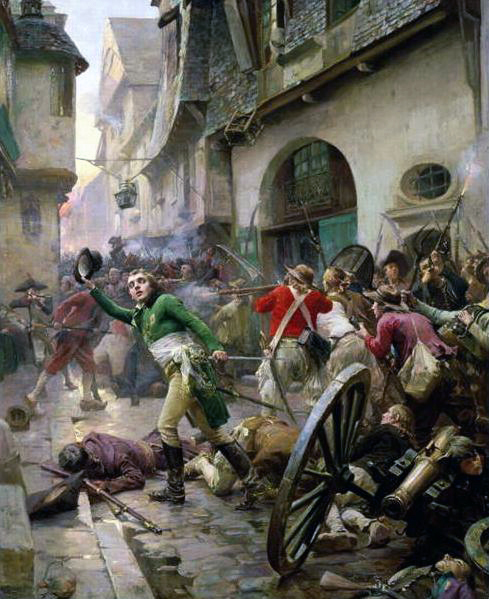
Henri de la Rochejaquelein w bitwie pod Cholet. Przedstawionego na obrazie przywódcę Wandejczyków Hugo od młodości otaczał szczególnym szacunkiem, nawet po tym, gdy zaczął deklarować się jako republikanin

Jean-Bertrand Barrère jest zdania, że koncept utworu poświęconego powstaniu w Wandei powstał już około 1862, natychmiast po ukończeniu Nędzników. Miał on mieć związek z pochodzeniem pisarza, a raczej z rodzinną legendą, jaką wykreował Hugo. Podkreślał on, że jego ojciec walczył w Wandei jako republikański oficer, natomiast matka, urodzona w Wandei, była przekonaną monarchistką. W rzeczywistości zgodne z prawdą były jedynie informacje o ojcu. Sophie Hugo urodziła się bowiem w Nantes i po stracie rodziców została wychowana przez ciotkę i dziadka, który sympatyzowali z francuskim Oświeceniem, a następnie poparli rewolucję francuską. Matka pisarza stała się rojalistką dopiero w 1812 r., gdy na rozkaz cesarza Napoleona Bonapartego został stracony jej kochanek gen. Victor Fanneau de la Horie. Wtedy też zaczęła przekazywać dziesięcioletniemu synowi nieprawdziwy obraz wydarzeń wandejskich. Chociaż Hugo z czasem poznał prawdziwą historię ewolucji poglądów matki, nadal – z zamiłowania do antytez, charakterystycznego dla jego twórczości literackiej – przedstawiał się jako syn republikanina i rojalistki z Wandei.
Raymond Escholier twierdził, że Hugo „miał tę powieść we krwi”, gdyż historię powstania wandejskiego znał z opowieści obydwojga rodziców. Młody Wiktor Hugo całkowicie podzielał poglądy głoszone przez matkę i przejął od niej szczególną fascynację powstaniem wandejskim. Jeden z jego pierwszych młodzieńczych wierszy był poświęcony właśnie Wandei, którą poeta porównywał z wąwozem termopilskim. W kolejnych latach Hugo stopniowo zmieniał poglądy, deklarując się kolejno jako bonapartysta, zwolennik monarchii konstytucyjnej i republikanin. Nigdy jednak nie odrzucił całkowicie głoszonego w młodości podziwu dla osobistej odwagi i szczerej, ideowej postawy wielu spośród przywódców powstania w Wandei. W 1834 pisał, że nie jest już Wandejczykiem sercem, lecz pozostał nim duszą. W tym samym tekście wyrażał również ambiwalentny stosunek do terroru rewolucyjnego, który określał jako przerażający, lecz konieczny. To w tym tekście po raz pierwszy użył daty „1793” jako synonimu rewolucji.
Na początku lat 40. XIX wieku Hugo nadal wypowiadał się negatywnie o roku 1793, porównując działalność Konwentu Narodowego ze „zrównoważoną” Konstytuantą lat 1789–1791. Przeciwstawiał się również gloryfikacji okresu terroru. Jego poglądy radykalizowały się jednak w miarę zaangażowania politycznego autora. 26 maja 1848 na publicznym wiecu Hugo określił rok 1793 jako okres „straszny i wielki” (fr. horrible et grand). Nie gloryfikował jednak rewolucji w sposób taki, jak czyniła to współczesna mu radykalna francuska lewica. Zdecydowanym obrońcą rewolucji francuskiej stał się po udaniu się na wygnanie. W tomie wierszy Chłosta po raz pierwszy wypowiadał się o roku 1793 jako o wydarzeniu koniecznym, odnawiającym francuskie społeczeństwo, likwidującym pozostałości przestarzałego ustroju i otwierającym wspaniałą przyszłość. Na stanowisku tym stał do końca życia, kilkakrotnie podkreślając jednak, że nie przestał podziwiać osobistej odwagi Wandejczyków i dowodzących nimi rojalistów.
Dowodem na pojawienie się wstępnej koncepcji Roku dziewięćdziesiątego trzeciego jeszcze w latach 60. jest list Hugo do wydawcy, Paula Lacroix, w którym autor wspominał, iż rozważa napisanie utworu poświęconego wydarzeniom roku 1793, jednak obawia się złożoności tego tematu. Ostatecznie jednak w ciągu tej dekady nie podjął pracy nad dziełem, skupiając się na tomie wierszy Piosenki ulic i lasów, a następnie na powieściach Pracownicy morza i Człowiek śmiechu.

### Proces powstawania powieści
Na ostateczny kształt przyszłego dzieła decydujący wpływ miało doświadczenie wojny francusko-pruskiej oraz Komuny Paryskiej. Wstrząśnięty wydarzeniami wojennymi, a zwłaszcza wewnętrznymi podziałami wśród samych Francuzów, Hugo napisał Straszliwy rok i zdecydował się przystąpić do pracy nad powieścią poświęconą wojnie domowej. W liście do Paula Maurice’a twierdził, że sam Bóg życzy sobie, by powstała książka poświęcona jakobinom, Konwentowi Narodowemu i wojnie domowej.

#### Baza źródłowa

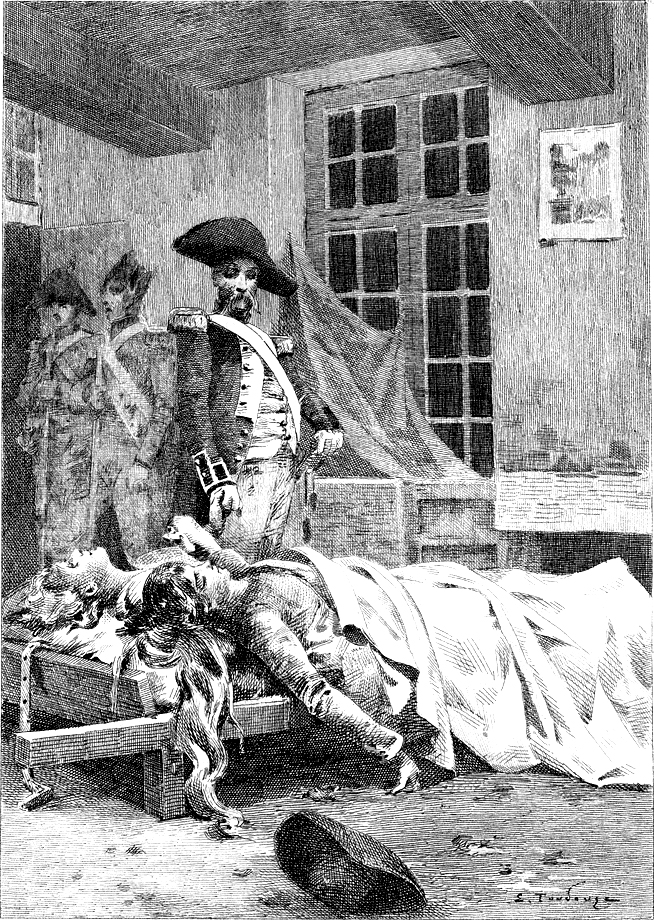
Ilustracja do Szuanów H. Balzaka – powieści, która w znaczący sposób wpłynęła na kształt Roku dziewięćdziesiątego trzeciego Hugo

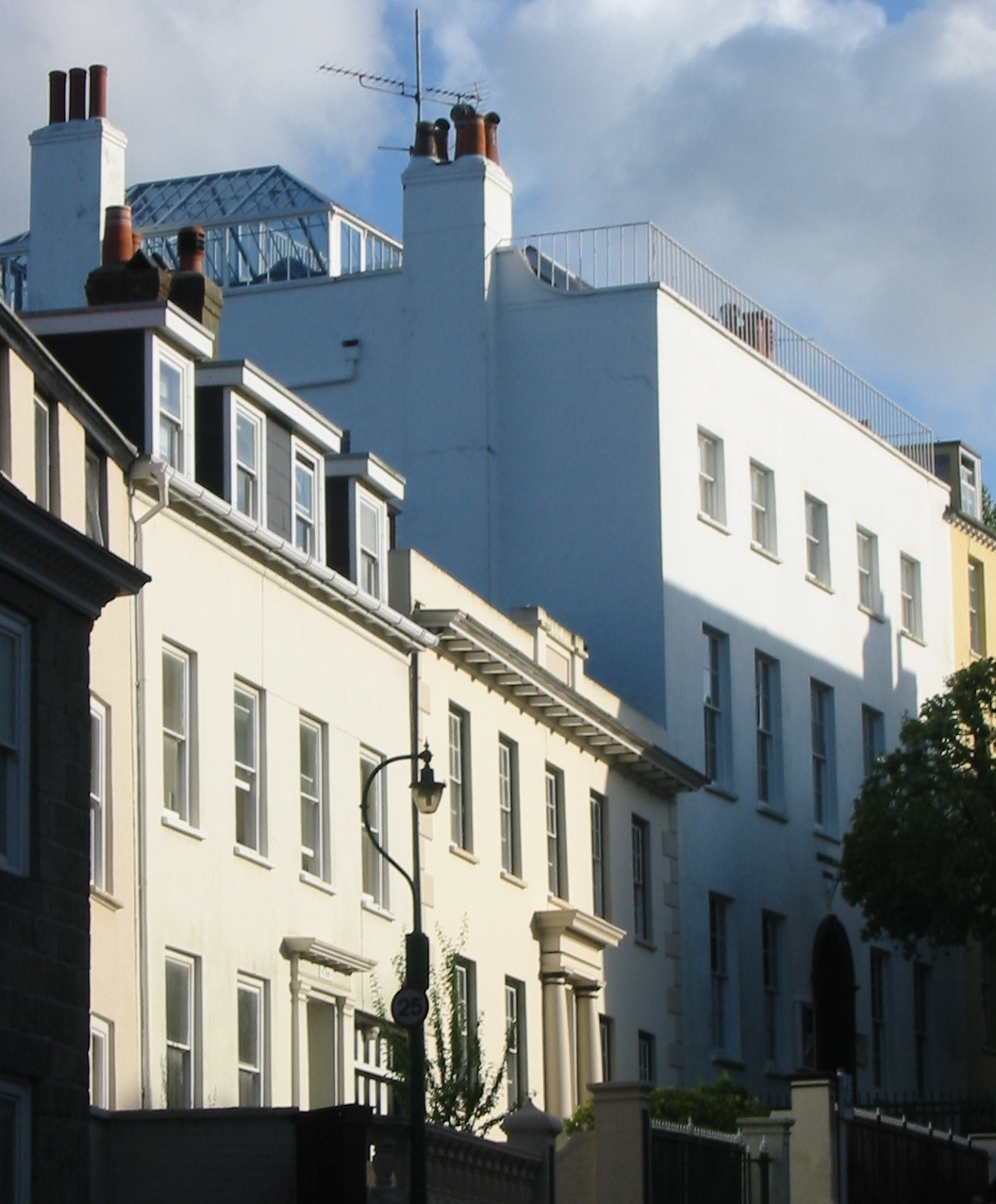
Hauteville House – miejsce powstania Roku dziewięćdziesiątego trzeciego

W Roku dziewięćdziesiątym trzecim Hugo postanowił powtórzyć metodę opisywania wydarzeń historycznych, jaką zastosował już częściowo w Nędznikach. Głównymi bohaterami powieści stały się postacie fikcyjne przy równoczesnym odsunięciu osób autentycznych na dalszy plan. Czytelnik miał przede wszystkim otrzymać staranny opis życia codziennego w okresie rewolucji oraz obraz typowego wydarzenia okresu wojen wandejskich (pojedyncza kampania republikanów przeciw rojalistom). Źródłem dla ich stworzenia były przede wszystkim wspomnienia uczestnika wojen wandejskich, rojalisty Josepha de la Puisaye oraz Listy o początkach szuanerii Duchemina–Descepeaux. Ta druga pozycja stała się dla Hugo podstawową inspiracją przy wprowadzania do powieści elementów wandejskich dialektów języka francuskiego.
W miarę postępów prac nad utworem Hugo sięgał do kolejnych opracowań historycznych dotyczących dziejów rewolucji francuskiej. Zapoznał się z pracami Jules’a Micheleta, Adolfa Thiersa, Louisa Blanca, Alphonse’a de Lamartine’a oraz opublikowanymi stenogramami z posiedzeń Konwentu Narodowego. Czytał również prace teoretyczne z zakresu budowy fortyfikacji, w których poszukiwał inspiracji dla stworzenia opisu twierdzy, której oblężenie zamierzał ukazać. Wreszcie znaczący wpływ na kształt fabuły utworu miała inna powieść poświęcona Wandei – Szuanie Honoriusza Balzaka.

#### Osobiste inspiracje
Znaczącą rolę w tworzeniu opisu miejsca akcji utworu odegrały osobiste wspomnienia pisarza. Fascynacja autora morzem, jaka pojawiła się u niego od czasu osiedlenia się na Guernsey, znalazła swój wyraz w poświęceniu znaczącego fragmentu utworu na opis zdarzeń na angielskim statku, jakim Lantenac wraca do Francji. Hugo odwiedził również w czasie podróży po Bretanii w 1836 większość miejsc, jakie następnie wprowadził do utworu: zatokę Avranches, w której ląduje Lantenac, okolice Fougères i Audrain, gdzie były toczone walki, miasto Dol, w pobliżu którego wojska republikańskie odnoszą zwycięstwo nad powstańcami. Dobierając miejsca akcji na potrzeby powieści, Hugo preferował miejscowości, które w istocie znał, nie zastanawiając się, na ile w rzeczywistości były one areną starć. Starał się również nie powtarzać w utworze tych nazw miejscowości, jakie wcześniej stanowiły tło akcji Szuanów Balzaka. Kluczowe miejsce w utworze – forteca La Tourgue – jest kreacją fikcyjną, stworzoną na podstawie kilku średniowiecznych zamków znanych autorowi.
W pierwotnych planach autora akcja utworu miała zaczynać się w roku 1773, zaś jej głównym bohaterem miał być arystokrata, książę de Rethel. Obraz ancien regime'u miał tym samym zostać szczególnie skontrastowany z opisem okresu apogeum rewolucji – tytułowego roku 1793. Ostatecznie Hugo zarzucił jednak tę koncepcję na rzecz powieści koncentrującej się wyłącznie na zdarzeniach mających miejsce już w czasie wojen wandejskich, z krótkimi dygresjami informującymi o wcześniejszych losach bohaterów. Centralnym tematem utworu od początku miał być konflikt między etyką chrześcijańską, opartą na miłosierdziu, a etyką rewolucyjną, wpisaną jednak w kontekst nieuniknionego wybuchu społecznego niezadowolenia po latach ucisku. Autor zastanawiał się nad wprowadzeniem do fabuły wątku miłosnego, z czego ostatecznie zrezygnował.
Doświadczenia Hugo związane z niedawnymi wydarzeniami wojny francusko-pruskiej i Komuny Paryskiej przełożyły się na wydźwięk powieści. Podczas gdy w tomie wierszy Straszliwy rok, inspirowanym tymi samymi wydarzeniami, poeta wyrażał – mimo wszystko – nadzieję na lepszą przyszłość, swojej ostatniej powieści nadał głęboko pesymistyczne przesłanie.

#### Przebieg pracy pisarskiej i publikacja
Prace nad Rokiem dziewięćdziesiątym trzecim trwały na przełomie lat 1872 i 1873, zaś pierwsze wydanie utworu ukazało się w trzech tomach w roku 1874 z podtytułem Wojna domowa. Notatki pisarza, rękopis powieści w kilku wariantach oraz materiały pomocnicze, jakie przygotował na potrzeby pracy, zachowały się w zbiorach francuskiej Biblioteki Narodowej. Autor zanotował dokładne daty początku i końca tworzenia powieści w jej ostatecznym kształcie: 16 grudnia 1872 oraz 9 czerwca 1873; oraz główne miejsce pracy – swój rodzinny dom, Hauteville House, na wyspie Guernsey.
Bezpośrednio po publikacji Roku dziewięćdziesiątego trzeciego Hugo zapowiadał kontynuację „powieściowych studiów nad rewolucją”. Rozpoczął nawet w tym celu gromadzenie notatek, zachowanych pod roboczym tytułem Reliquat. Ostatecznie jednak zapowiadane dalsze dzieła nigdy nie powstały. Inny niezrealizowany projekt zakładał napisanie trylogii poświęconej monarchii i rewolucji. Jej pierwszą częścią miała stać się powieść poświęcona Anglii rządzonej przez króla i arystokrację (Człowiek śmiechu), zaś trzecią, opisującą upadek królestwa – właśnie Rok dziewięćdziesiąty trzeci. Nigdy nie powstała część druga, w której Hugo zamierzał zawrzeć obraz francuskiego absolutyzmu.
Rok dziewięćdziesiąty trzeci był pierwszym w literaturze francuskiej utworem poświęconym wydarzeniu z okresu rewolucji, w którym nie dochodziło do jednoznacznego potępienia żadnej ze stron przy równoczesnej gloryfikacji drugiej. Chociaż Hugo popierał idee Konwentu Narodowego i samo zjawisko politycznej i społecznej rewolucji, w swoim utworze pragnął oddać bohaterstwo obydwu walczących stronnictw.

## Treść

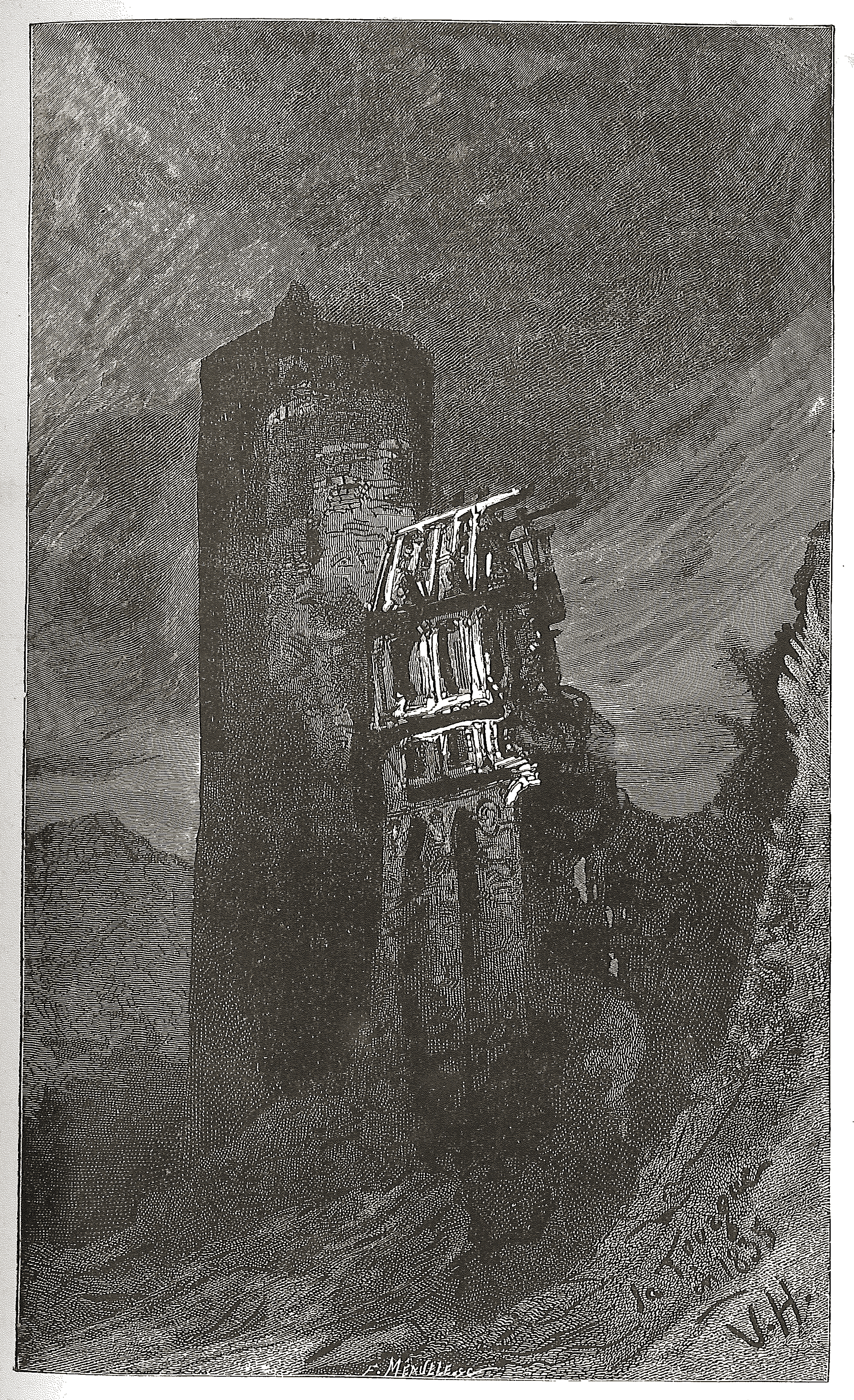
Fikcyjny zamek La Tourgue, w którym rozgrywają się decydujące sceny powieści. Ilustracja z wydania z 1874 na podstawie rysunku Victora Hugo

Osiemdziesięcioletni markiz de Lantenac przybywa na angielskim okręcie do Wandei, by tam rozniecić na nowo monarchistyczne powstanie. Mimo podeszłego wieku odznacza się bezwzględnością i wielką determinacją. Przeciwko niemu Komitet Ocalenia Publicznego wysyła oddział pod dowództwem Gauvaina (bratanka Lantenaca) z byłym księdzem Cimourdainem jako delegatem, obdarzonym nieograniczonymi pełnomocnictwami w zakresie kontroli nad poczynaniami oddziału. Zgodnie z dekretem Konwentu Narodowego każdy, kto udzieli jakiejkolwiek pomocy powstańcom wandejskim, automatycznie zostaje oddany pod sąd wojskowy i ukarany śmiercią. Po dłuższych walkach w lasach Wandei i Bretanii grupa Lantenaca, dowodzona przez niego samego oraz okrutnego szuana Imanusa zostaje osaczona w zamku La Tourgue. W zamku oprócz nich jest troje zakładników – dzieci chłopki Michaliny Flechard, kilka tygodni wcześniej odnalezione razem z matką w lesie i zaadoptowane przez republikański batalion Czerwonej Czapki, walczący pod rozkazami Gauvaina. Republikanie zwyciężają, jednak rojalistom udaje się uciec tajnym wyjściem z zamku. Ostatni z nich, Imanus, umierając po walce przeciw przeważającym siłom przeciwnika, podpala zamek razem z dziećmi. W ostatniej chwili litość bierze w Lantenacu górę: starzec wraca do płonącego zamku, ratuje dzieci i zostaje schwytany. Wywołuje to wyrzuty sumienia u Gauvaina, który po dłuższej walce ze sobą postanawia pozwolić jeńcowi uciec. Zgodnie z wydanym przez Konwent rozkazem zostaje za to skazany na karę śmierci i zgilotynowany. O wyroku przesądza głos Cimourdaina, który mimo więzi łączącej go z Gauvainem (jest to jego były uczeń, traktowany jak syn) uważa republikańskie zasady za ważniejsze. Nie zmienia zdania nawet wtedy, gdy o łaskę prosi go cały oddział, jednak w momencie śmierci młodego dowódcy popełnia samobójstwo.

## Cechy utworu

### Przynależność gatunkowa

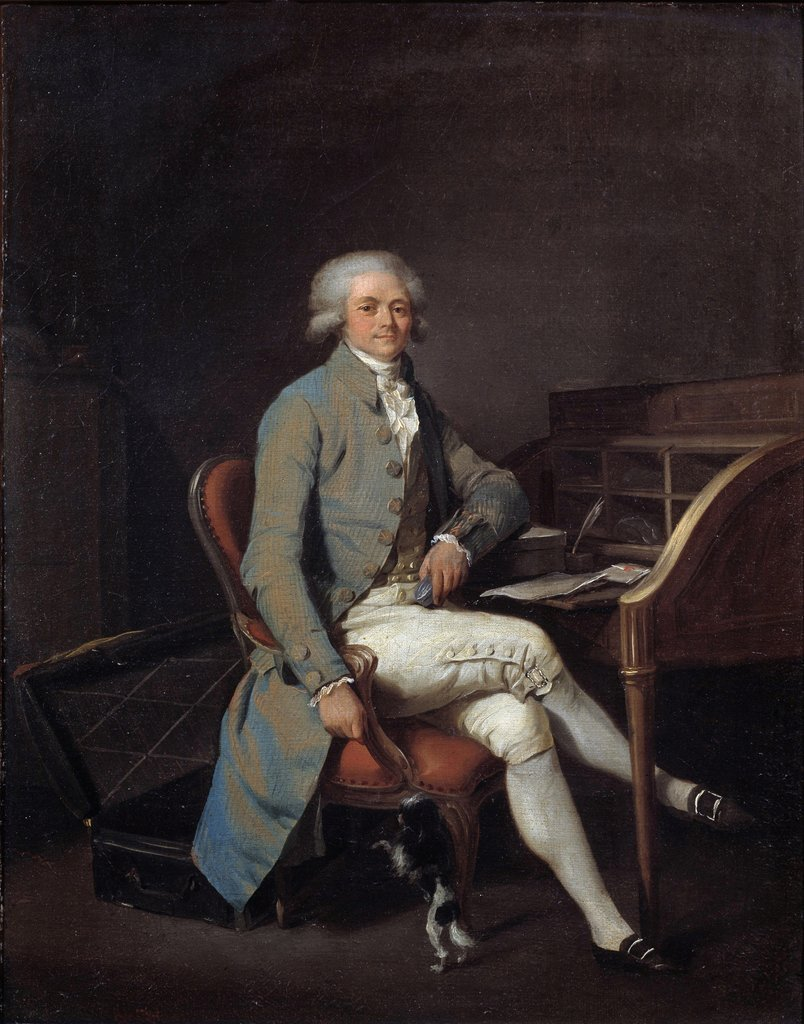
Maximilien Robespierre. Podobnie jak inni autentyczni uczestnicy rewolucji francuskiej, jest bohaterem drugoplanowym Roku dziewięćdziesiątego trzeciego

Zdaniem Jeana Boudouta Rok dziewięćdziesiąty trzeci nie jest typową powieścią historyczną, ale „powieścią o ideach”, w której fabuła stanowi jedynie ilustrację dla własnych refleksji autora dotyczących rewolucji i wojny domowej. Autor ten twierdzi, że dzieło jest w istocie udramatyzowanym monologiem samego autora, a przekazanie własnej filozofii stanowiło podstawowy cel jego napisania. Sam Hugo twierdził, że nie tworzy powieści historycznych, a „legendy”, z których wyłania się prawdziwy obraz dziejów. W ocenie J.B. Barrère'a powieść należy jednak traktować jako spełniającą kryteria powieści historycznej; autor ten uważa ponadto, że jest ona dalece lepiej skonstruowana niż napisani wcześniej Nędznicy. Albert Thibaudet nazywał obydwa dzieła „powieściami o bohaterach”. Boudout dopatruje się ponadto w dziele cech typowych dla romantycznej powieści przygodowej: efektownych gier słownych, nagłych zawieszeń akcji, jej nieoczekiwanych zwrotów i scen o dużym ładunku emocjonalnym, opisanych w patetyczny sposób. Romantyczny charakter Roku dziewięćdziesiątego trzeciego, bliższego stylistycznie wczesnej twórczości Hugo (zwłaszcza jego dramatom) niż współczesnym mu powieściom realistycznym i naturalistycznym, był zresztą przedmiotem krytyki ze strony Gustave’a Flauberta, który zarzucił utworowi całkowicie teatralny i odrealniony charakter. Flaubert po lekturze powieści stwierdził, że Hugo nie potrafi stworzyć żadnej postaci żywego, prawdziwego człowieka.
Rok dziewięćdziesiąty trzeci powtarza wiele schematów fabularnych i motywów znanych z wcześniejszych utworów Hugo: szturm La Tourgue przypomina atak żebraków na katedrę Notre-Dame w Katedrze Marii Panny w Paryżu, wewnętrzna walka Gauvaina przed uwolnieniem Lantenaca – przeżycia Valjeana przed przyznaniem się do własnej przeszłości w Nędznikach, zaś urwana z łańcucha armata zostaje, podobnie jak silnik w Pracownikach morza, poddana animizacji. Również i ta powieść zawiera typowe dla stylu Hugo dygresje: autor wplata w tok akcji kilka rozdziałów refleksji ogólnych nad działalnością Konwentu Narodowego i jej znaczeniem w historii Francji, atmosferą panującą w Paryżu w okresie rewolucji oraz przyczynami wybuchu powstania w Wandei.

### Rok dziewięćdziesiąty trzecijako powieść o sprawiedliwości i miłosierdziu
Cały utwór podejmuje na nowo jeden z głównych tematów Nędzników: walkę między ludzką sprawiedliwością, wyrażaną przez bezwzględne stosowanie się do zapisów prawa, a etyką chrześcijańską opartą na miłosierdziu, która wchodzi w konflikt z tymże prawem. Finał dzieła miał za zadanie w jednoznaczny sposób ukazać tragiczne skutki takiego konfliktu oraz stanowisko Hugo w nim: całkowite poparcie miłosierdzia przy szacunku dla ludzi konsekwentnie reprezentujących postawę przeciwną. W notatkach autora zachowały się dwa odrzucone ostatecznie przez autora warianty końcowej sceny, w których Cimourdain w ostatnich słowach lub na piśmie wyjaśniał przyczyny swojego samobójstwa: świadomość moralnej klęski, jaką poniosła sprawiedliwość ludzka. Wymowa tego fragmentu ponownie zbliża Rok dziewięćdziesiąty trzeci do Nędzników, a śmierć delegata Konwentu swoim przesłaniem przypomina scenę samobójstwa Javerta.
Śmierć obydwu bohaterów identyfikujących się z rewolucją, którą Hugo opiewał we wcześniejszych dygresjach poświęconych Konwentowi Narodowemu, skłaniała niektórych badaczy do uznania Roku dziewięćdziesiątego trzeciego za powieść głęboko pesymistyczną, swoisty powrót do koncepcji przeznaczenia determinującego losy ludzkie, wyrażonej w Katedrze Marii Panny w Paryżu. J. Boudout odrzuca taką interpretację, twierdząc, że podobnie jako Nędznicy, dzieło przepojone jest duchem chrześcijańskiego optymizmu i wiary zarówno w dobroć Boga, jak i w siłę wewnętrzną człowieka. Zdaniem tego autora najpełniejszym argumentem ukazującym zwycięstwo etyki chrześcijańskiej jest fakt dokonania się przemiany we wszystkich głównych bohaterach utworu. Lantenac, Gauvain i Cimourdain potrafią w decydujących momentach odrzucić ideologiczny fanatyzm lub wcześniejszą bezwzględność. W ten sposób odnoszą moralne zwycięstwo, nawet jeśli dokonuje się ono w chwili ich śmierci. Za każdym razem jest to zwycięstwo ducha miłosierdzia i „sprawiedliwości boskiej”.

### Bohaterowie

#### Sposób kreacji
Główni bohaterowie Roku dziewięćdziesiątego trzeciego są postaciami fikcyjnymi, tworzonymi w oparciu o jeden wzorzec. Hugo pragnął, by każdy z bohaterów stanowił wcielenie idei, symbolizował jedną z postaw wobec życia i wobec rewolucji. Jedynie w drugiej kolejności bohaterowie ci przejmują niektóre cechy autentycznych uczestników wydarzeń roku 1793. Podobnie jak poprzednie utwory Hugo, Rok dziewięćdziesiąty trzeci powtarza kilka typowych dla tego autora typów postaci: cierpiącej matki (Michalina Flechard i Fantyna z Nędzników), nieubłaganego legalisty (Cimourdain i Javert z Nędzników), młodego, pełnego ideałów zwolennika rewolucji (Gauvain i Enjolras z Nędzników). W celu zwiększenia dramatycznego napięcia w utworze, wszyscy główni bohaterowie są ze sobą spokrewnieni bądź łączą ich relacje bliskie rodzinnym (Cimourdain był uwielbianym nauczycielem młodego Gauvaina, który z kolei jest siostrzeńcem Lantenaca).
Postacie historyczne pojawiają się w powieści jedynie w rozdziałach ukazujących działanie Konwentu Narodowego: poprzez wymianę zdań w dyskusji Hugo ukazuje postacie Robespierre’a, Dantona oraz Marata.

#### Wykaz głównych postaci

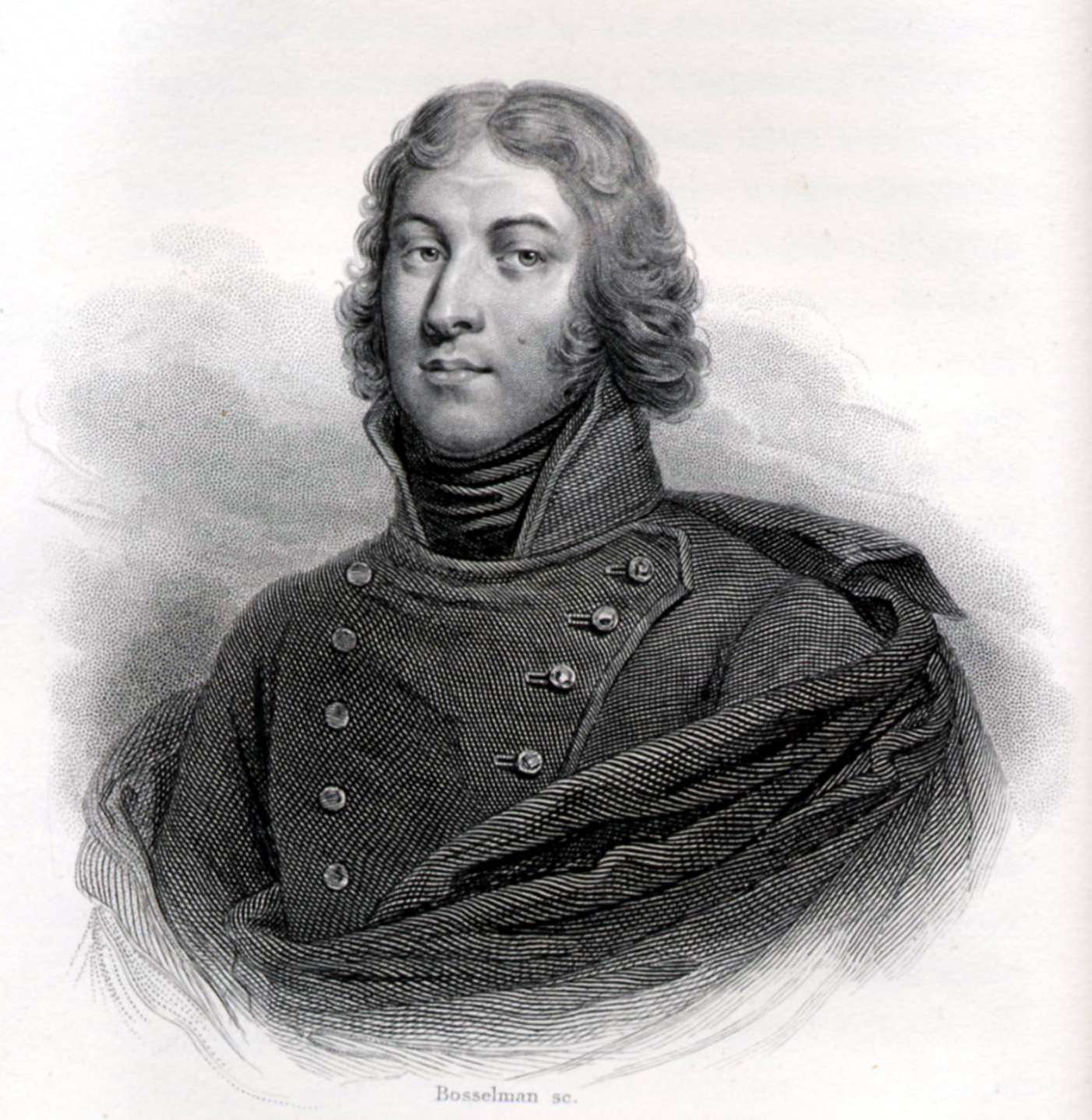
Lazare Hoche

- Gauvain – jeden z republikańskich dowódców w Wandei, z pochodzenia arystokrata, szczery zwolennik rewolucji, niezwykle odważny. Idealista, pragnący budować na ziemi społeczeństwo oparte na braterstwie i wzajemnej pomocy. Protestuje przeciwko surowości rewolucji i promowanej przez Konwent bezwzględności w postępowaniu wobec Wandejczyków. Prowadzi w Wandei zwycięską kampanię przeciwko oddziałom Lantenaka, jednak wbrew rozkazom Konwentu uwalnia go, gdy ten zostaje schwytany przez republikanów w momencie ratowania z płomieni trójki dzieci. Zgodnie z poleceniem Konwentu zostaje osądzony przez sąd wojskowy i zgilotynowany. Gauvain zostaje ukazany w utworze jako bohater idealny, wzór republikanina i człowieka. Chcąc ukazać szczególny stosunek emocjonalny do tej postaci, Hugo nadał mu prawdziwe nazwisko swojej wieloletniej kochanki Juliette Drouet[41]. Jako możliwy pierwowzór Gauvaina wskazywany jest republikański generał Lazare Hoche[41].
- Cimourdain – delegat Konwentu Narodowego przy oddziale Gauvaina, przed rewolucją ksiądz katolicki i prywatny nauczyciel Gauvaina, niezwykle do niego przywiązany. Radykał, zwolennik surowo pojmowanej „cnoty rewolucyjnej” i bezwzględnego traktowania jej przeciwników. W czasie walk w Wandei ratuje Gauvainowi życie, jednak gdy ten wbrew rozkazom uwalnia schwytanego Lantenaca, doprowadza do jego aresztowania i skazania na śmierć. W momencie egzekucji Gauvaina popełnia samobójstwo.
- Markiz de Lantenac – arystokrata, jeden z najbogatszych właścicieli ziemskich w przedrewolucyjnej Bretanii. W 1793 przybywa do Wandei na angielskim okręcie w celu rozniecenia na nowo powstania przeciw republice. W swoich oddziałach wprowadza bezwzględną dyscyplinę, wobec schwytanych republikanów jest bezlitosny. Uprowadza jako zakładników troje dzieci Michaliny Flechard, o których wie, że zostały „adoptowane” przez republikański batalion Czerwonej Czapki. Nie jest jednak w stanie pozwolić zginąć im w płomieniach, co doprowadza do jego schwytania przez republikanów, którzy wcześniej wyjęli go spod prawa. Uwolniony przez Gauvaina wraca do swoich oddziałów. Jego historycznym pierwowzorem częściowo był rojalistyczny przywódca Joseph de Puisaye[41].
- Michalina Flechard – chłopka wandejska, przypadkowo spotkana w lesie La Saudraie przez republikański batalion Czerwonej Czapki. Matka trójki dzieci. Jako jedyna przeżyła rozstrzelanie grupy republikańskich jeńców przez oddział Lantenaca, który uprowadził jej synów i córeczkę. Uratowana przez żebraka Tellmarcha, po dłuższej wędrówce przez ogarniętą wojną Wandeę odzyskuje dzieci.
- Radoub – sierżant w batalionie Czerwonej Czapki. Wcielenie republikańskiego żołnierza–ochotnika: odważnego, wrażliwego na cudze nieszczęście i obdarzonego poczuciem humoru.
- Imanus – szuan, zastępca dowódcy w oddziale Lantenaca. Wcielenie chłopa–uczestnika powstania wandejskie: prostego, niezwykle okrutnego, a przy tym gotowego do wszelkich poświęceń w walce.

### Obraz rewolucji

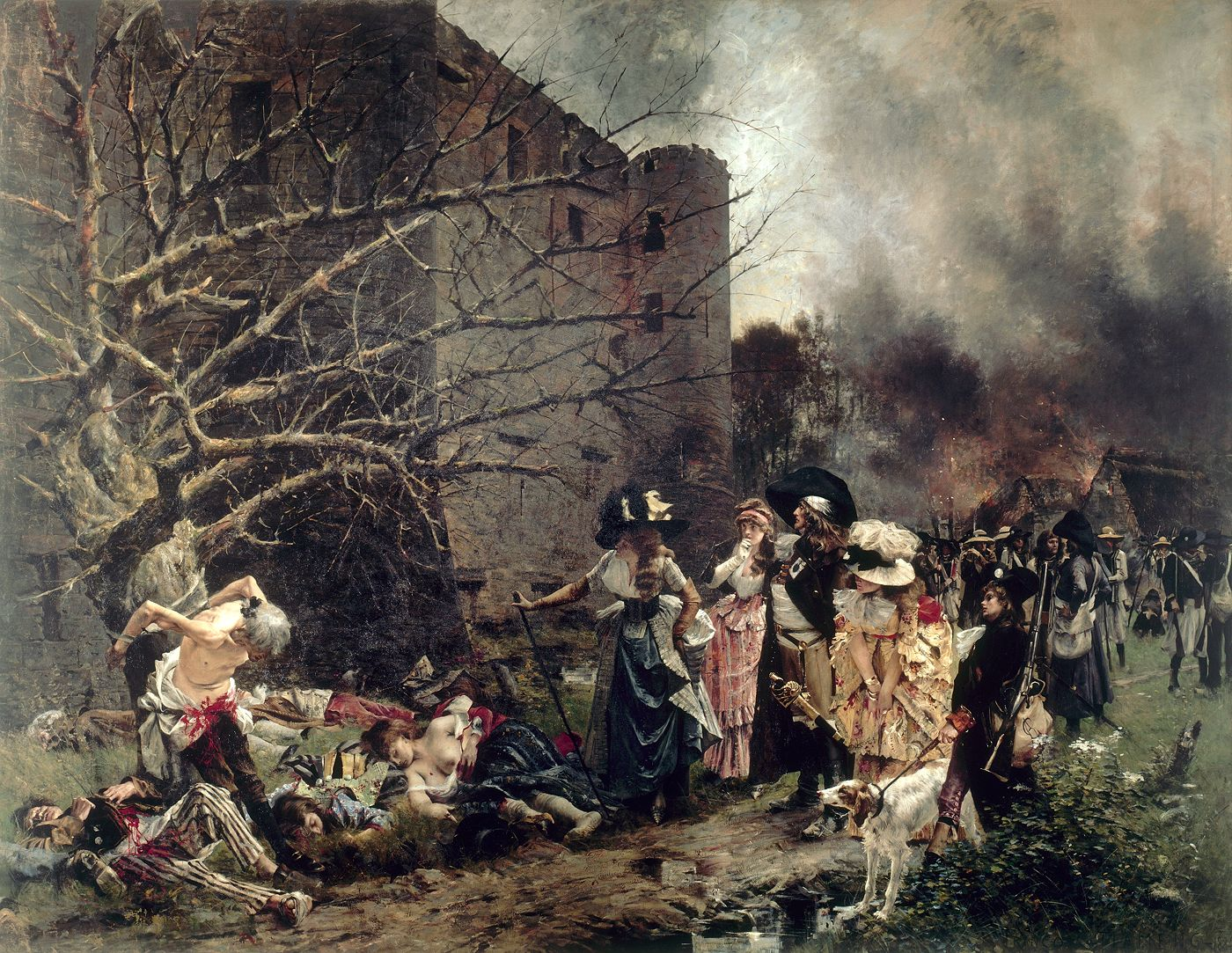
Obraz F. Lemberga Masakra w Machecoul, ukazujący zbrodnię dokonaną przez powstańców wandejskich w mieście Machecoul. Do wydarzenia tego odwołuje się Hugo, wymieniając w Roku dziewięćdziesiątym trzecim szereg szczególnie okrutnych epizodów wojen wandejskich

Wiktor Hugo jednoznacznie opowiada się w utworze po stronie rewolucji. Tytułowy rok 1793, a w szczególności działalność Konwentu Narodowego, zostają ukazane jako szczytowy moment historii ludzkości, wyjątkowy okres, w którym zwykli ludzie mogli zmieniać rzeczywistość, zachowywali się jak bohaterowie. Autor nie ma wątpliwości co do pozytywnej roli rewolucji i konieczności jej wybuchu. Równocześnie twierdzi, że przemiana zwykłych ludzi w bohaterów, poprzez pełną realizację zasad „cnoty rewolucyjnej” (czego uosobieniem jest Cimourdain) prowadzi do osobistych dramatów – odrzucone bowiem zostaje miłosierdzie, które dla Hugo jest podstawą etyki chrześcijańskiej, gwarancji realizacji idei wolności, równości i braterstwa. Bohaterstwo, którym w obliczu rewolucji wykazują się wszystkie wiodące postaci powieści, w każdym wypadku kończy się tragicznie. Trzej główni bohaterowie są osobami szlachetnymi i odważnymi, a jednak jeden z nich zostaje uwięziony, drugi stracony, a trzeci popełnia samobójstwo. Dlatego konflikt między opartą na ścisłej dyscyplinie „republiką absolutu”, której rzecznikiem jest Cimourdain, a utopijną, braterską „republiką ideału”, której przyszłe powstanie głosi Gauvain, Hugo rozstrzyga na korzyść tego drugiego.
Mimo tych zastrzeżeń dotyczących konsekwencji przyjęcia rewolucyjnego światopoglądu, Hugo nie ma wątpliwości, iż pełna moralna racja leży po stronie rewolucjonistów. Dlatego postacie chłopów–powstańców, chociaż podkreśla się ich odwagę i ideowość, stają się równocześnie symbolami ślepego okrucieństwa, podczas gdy żołnierze republikańscy zostają ukazani w świetle całkowicie pozytywnym. Jednoznaczna ocena postaci, ich motywacji i zachowań utrzymuje się mimo faktu, że autor wielokrotnie podkreśla, że w czasie wojen wandejskich obydwie strony dopuszczały się okrutnych zbrodni. Hugo tworzy również wyraźną hierarchię moralną trzech głównych postaci, stawiając na pierwszym miejscu odważnego i łagodnego republikanina Gauvaina, następnie Cimourdaina, zaś Lantenaca, rojalistę, na ostatnim.
Istotnym elementem obrazu rewolucji jest również ukazanie sytuacji ludzi z nią niezwiązanych, niezainteresowanych polityką, którzy padają ofiarami wojny domowej. Symbolem tej części społeczeństwa jest Michalina Flechard. Hugo nie wątpi jednak, że rewolucja w ostateczności przyczynia się do poprawy losu najuboższych, a ogólnoludzkie wartości muszą zatriumfować nawet w czasie krwawej i bezlitosnej wojny domowej. Symbolem tego przekonania jest scena, w której Lantenac wraca do płonącego zamku, widząc rozpacz matki porzuconych w nim dzieci. Od momentu, gdy zostają one uratowane, wątek matki i dzieci nie powraca już w fabule utworu, co sygnalizuje szczęśliwy koniec ich historii.

## Recepcja
Rok dziewięćdziesiąty trzeci został zdecydowanie pozytywnie przyjęty przez czytelników. Pisarz otrzymał od odbiorców kilka tysięcy listów, w których dziękowano mu za to, że nie zmienił swojego stylu pisania, zachowując typowe dla niego bogactwo językowe i dramatyzm fabuły. Również recenzje prasowe utworu były na ogół przychylne. Nieliczni recenzenci zaatakowali rewolucyjną wymowę tekstu, zarzucając Hugo dokonywanie apologii rewolucyjnego terroru. Autorzy ci byli zdania, że Hugo, pisząc o odległych czasowo wydarzeniach, w istocie pragnął bronić idei Komuny Paryskiej.
Rok dziewięćdziesiąty trzeci był jedną z ulubionych książek młodego Józefa Stalina, który szczególnie utożsamiał się z postacią Cimourdaina.

## Adaptacje
Rok dziewięćdziesiąty trzeci został dwukrotnie zekranizowany:
- w 1920 powstał niemy film w reżyserii André'a i Léonarda Antoine[49].
- w 1962 powstał film telewizyjny w reżyserii Alaina Boudeta[50].

Dzieło było również podstawą sztuki teatralnej, opracowanej za zgodą autora przez Paula Meurice’a i wystawionej po raz pierwszy w grudniu 1881.